# Aéroport international d'Argyle
Pour les articles homonymes, voir Argyle.
L'aéroport international Argyle (code IATA : SVD • code OACI : TVSA), est un aéroport construit récemment et desservant Saint-Vincent-et-les-Grenadines. 
Le projet a démarré en 2008 pour remplacer l'aéroport E. T. Joshua situé plus au sud, à Arnos Vale. L'aéroport a été officiellement inauguré le 14 février 2017 lorsqu'un vol charter Dynamique Airways est devenu le premier avion à atterrir à Argyle. Lors de la construction du nouvel aéroport, la Société de Développement de l'Aéroport International (CID) a été confrontée à de nombreux défis et controverses, ce qui a causé des retards importants dans la construction. L'aéroport a finalement été mis en service cinq ans après la date d'achèvement initialement prévue.

## Situation
| Canouan Moustique Union Island Argyle Bequia |

## Compagnies aériennes et destinations
| Compagnies         | Destinations |
| ------------------ | --- |
| Air Adelphi        | En saison Charter : Moustique (en) |
| Air Canada Rouge   | Toronto (Pearson) |
| American Airlines  | Miami |
| Caribbean Airlines | New York-John F. Kennedy, Port-d'Espagne - Piarco |
| LIAT               | Saint John's-V. C. Bird, Bridgetown-Grantley-Adams, Saint-Georges - Maurice-Bishop, Port-d'Espagne - Piarco, Sainte-Lucie - George. F. L. Charles |
| Mustique Airways   | Bridgetown-Grantley-Adams, Bequia (en), Canouan, Moustique (en), Union Island Charter : Saint-Georges - Maurice-Bishop, Martinique A. Césaire, Sainte-Lucie - George. F. L. Charles, Sainte Lucie-Hewanorra |
| One Caribbean      | Bridgetown-Grantley-Adams, Saint-Georges - Maurice-Bishop, Tortola - Terrance B. Lettsome (en) Charter : Bequia (en), Canouan, Dominique - Douglas-Charles, Kingston-N. Manley, Port-d'Espagne - Piarco, Saint-Christophe-et-Niévès, Sainte-Lucie - George. F. L. Charles, San Juan - Luis-Muñoz-Marín, Saint-Martin - Princesse-Juliana, Saint-Martin Grand-Case |
| SVG Air            | Bridgetown-Grantley-Adams, Bequia (en), Canouan, Moustique (en), Sainte Lucie-Hewanorra, Union Island Charter : Saint John's-V. C. Bird, Carriacou, Dominique-Canefield, Saint-Georges - Maurice-Bishop |

Édité le 03/05/2019